# Metrosideros patens
Metrosideros patens är en myrtenväxtart som beskrevs av J.W.Dawson. Metrosideros patens ingår i släktet Metrosideros och familjen myrtenväxter. Inga underarter finns listade i Catalogue of Life.